# Je gagne toujours à la fin

Je gagne toujours à la fin est un roman de Tristan-Edern Vaquette, paru le 19 septembre 2003 aux éditions Le Diable Vauvert, et récipiendaire du prix Goya du premier roman, la même année.
À travers les aventures du personnage principal (nommé lui-même Vaquette), héros de la résistance française durant l'occupation nazie, l'auteur développe une thèse individualiste sur l'intégrité intellectuelle, sur l'art, et sur la défense de la liberté d'expression, avec notamment une évocation sur quelques chapitres du procès de Costes pour racisme, transposé dans le contexte de l'après-guerre.